# Rudolf Czerwononosy

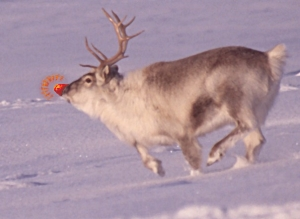
Rudolf Czerwononosy

Rudolf, czerwononosy renifer (ang. Rudolph the Red-nosed Reindeer) – bohater znanej w krajach Zachodu opowieści świątecznej, wielokrotnie adaptowanej, między innymi jako piosenka, film telewizyjny oraz pełnometrażowy film kinowy.

## Biografia Rudolfa
Według opowieści, Rudolf jest jednym z latających reniferów, które ciągną sanie Świętego Mikołaja. Ma on magiczny, czerwony nos, który oświetla Mikołajowi drogę w noc wigilijną. Z uwagi na tę zdolność zajmuje on miejsce na samym przedzie zaprzęgu.

## Pochodzenie Rudolfa
Pierwszą opowieść o Rudolfie napisał w 1939 roku Robert L. May dla sieci sklepów Montgomery Ward. Została ona opublikowana w formie książkowej i była rozdawana dzieciom, które odwiedziły sklepy w okresie świątecznym. Uważa się, że na powstanie dzieła decydujący wpływ miała śmiertelna choroba żony autora. Napisał później: „Potrzebowałem wówczas Rudolfa bardziej niż kiedykolwiek”.
Według tej historii, Rudolf jest synem Donnera, jednego z ośmiu pierwotnych reniferów Świętego Mikołaja wymienionych w wierszu A Visit from St. Nicholas. Rudolf urodził się ze świecącym czerwonym nosem, przez co stał się wyrzutkiem i obiektem docinków ze strony innych reniferów. Pewnego razu noc wigilijna była tak mglista, że Mikołaj chciał zrezygnować ze swej corocznej podróży dookoła świata. Kiedy jednak zauważył Rudolfa, zdecydował, że jego nos będzie wyśmienitą lampą i oświetli mu drogę. Od tego czasu Rudolf jest stałym członkiem zaprzęgu Mikołaja i cieszy się szacunkiem innych reniferów.

## Piosenka
John Marks, szwagier Maya, napisał na podstawie tekstu Maya piosenkę pt. Rudolph the Red-Nosed Reindeer (Rudolf, czerwononosy renifer). Od czasu powstania była ona wielokrotnie nagrywana przez innych artystów (m.in. przez Gene Autry w 1949, czy The Baseballs w 2012) i stała się częścią świątecznej kultury popularnej w krajach anglojęzycznych.

## Filmy
- Rudolph, the Red-Nosed Reindeer (1964)
- Rudolph's Shiny New Year (1976)
- Rudolph and Frosty's Christmas in July (1979)
- Rudolf czerwononosy renifer (Rudolph the Red-Nosed Reindeer: The Movie, 1998)
- Rudolf czerwononosy renifer i wyspa zaginionych zabawek (Rudolph the Red-Nosed Reindeer and the Island of Misfit Toys, 2001)